# Aphanius sirhani
Aphanius sirhani é uma espécie de peixe da família Cyprinodontidae.
É endémica de Jordânia.
Os seus habitats naturais são: nascentes de água doce.
Está ameaçada por perda de habitat.